# Anur Thimmanahalli, Sidlaghatta
Anur Thimmanahalli là một làng thuộc tehsil Sidlaghatta, huyện Kolar, bang Karnataka, Ấn Độ.